# Парафазија
Парафазија је поремећај говора испољен у невољном, несвесно погрешном изговарању речи, односно замењивању слогова и читавих речи, или у деформисању познатих речи.